# Петер Бювалда
Петер Бювалда (на нидерландски: Peter Buwalda) е холандски журналист, редактор и писател на произведения в жанра трилър.

## Биография и творчество
Петер Бювалда е роден на 30 декември 1971 г. в Брюксел, Белгия. Започна да следва физика, но бързо прекъсва и завършва през 1997 г. холандска филология в Утрехтския университет. След дипломирането си в продължение на четири години като редактор на университетския вестник в Еншеде. После работи като журналист и пише за „De Gids“, „Vrij Nederland“, „Bunker Hill“ и „Hollands Maandblad“, след което става редактор на няколко издатели. Той е съосновател на литературното-музикално списание „Wah-Wah“. Работата му за издателствата го мотивира сам да започне да пише романи и в продължение на 5 години пише първия си ръкопис в малкия си апартамент в Хаарлем.
През септември 2010 г. дебютира с романа „Бонита Авеню“. Главният герой Сим Сигериус е изтъкнат математик и бивш шампион по джудо, има успешна кариера в един от най-големите холандски университети, има син от първия си брак и две доведени дъщери. Синът му обаче излежава присъда за убийство, а той открива, че дъщеря му Джони поддържа снимки в порносайт. Заплашен е със скандал и изнудване, и постепенно излизат от контрол. Динамичната семейна сага преминава през грубата секскомедия до трагедията на отмъщението, и през различни обрати и гледни точки показвайки дълбините на човешката душа и картина на извратената епоха. Книгата става бестселър и е предложена за много награди. Удостоена е с академичната награда за дебют, наградата на книжарници „Селексиз“ за дебют, наградата „Антон Вахтер“, и наградата на списание „Тзум“.
От 2013 г. води колона във „Volkskrant“. През 2014 г. са издадени в сборника „Suzy vindt van niet“ (Сузи не мисли така).
Петер Бювалда живее в Амстердам.

## Произведения

### Самостоятелни романи
- Bonita Avenue (2010)
Бонита Авеню, изд.: ИК „Колибри“, София (2015), прев. Мария Енчева

### Сборници
- Suzy vindt van niet (2014)
- Van mij valt niks te leren (2015)